# Divlja prerijska ruža (2016.)
Divlja prerijska ruža (Wild Prairie Rose), američki film iz 2016. godine. Žanra je drame.

## Sažetak
Rose Miller, koja je davno otišla od kuće. Radila je u gradu kao direktorova tajnica u velikom poduzeću. Živi u velikom stanu i zadovoljna je svojim životom. Doznala je da joj je mati teško bolesna. Da bi bila uz mater, uzela je tri tjedna godišnjeg odmora i vratila se u rodni Beresford u Južnoj Dakoti. Bolesnoj majci odlučila je za dar snimiti film. Gluhonijemi James, vlasnik trgovine pomaže joj u snimanju neobičnog filma.